# Hanoch Barkon
Hanoch Barkon (in ebraico חנוך ברקון‎?; 8 marzo 1938) è un ex cestista israeliano.

## Palmarès
- Campionato israeliano: 1

Maccabi Tel Aviv: 1956-57

## Carriera
Con Israele ha partecipato ai Campionati europei del 1961.